# Stapelianthus decaryi
Espèce
Statut de conservation UICN

 NT  : Quasi menacé
Stapelianthus decaryi est une espèce de plantes succulentes endémique du sud de Madagascar. Elle a été découverte par Raymond Decary, d'où son nom.

## Description

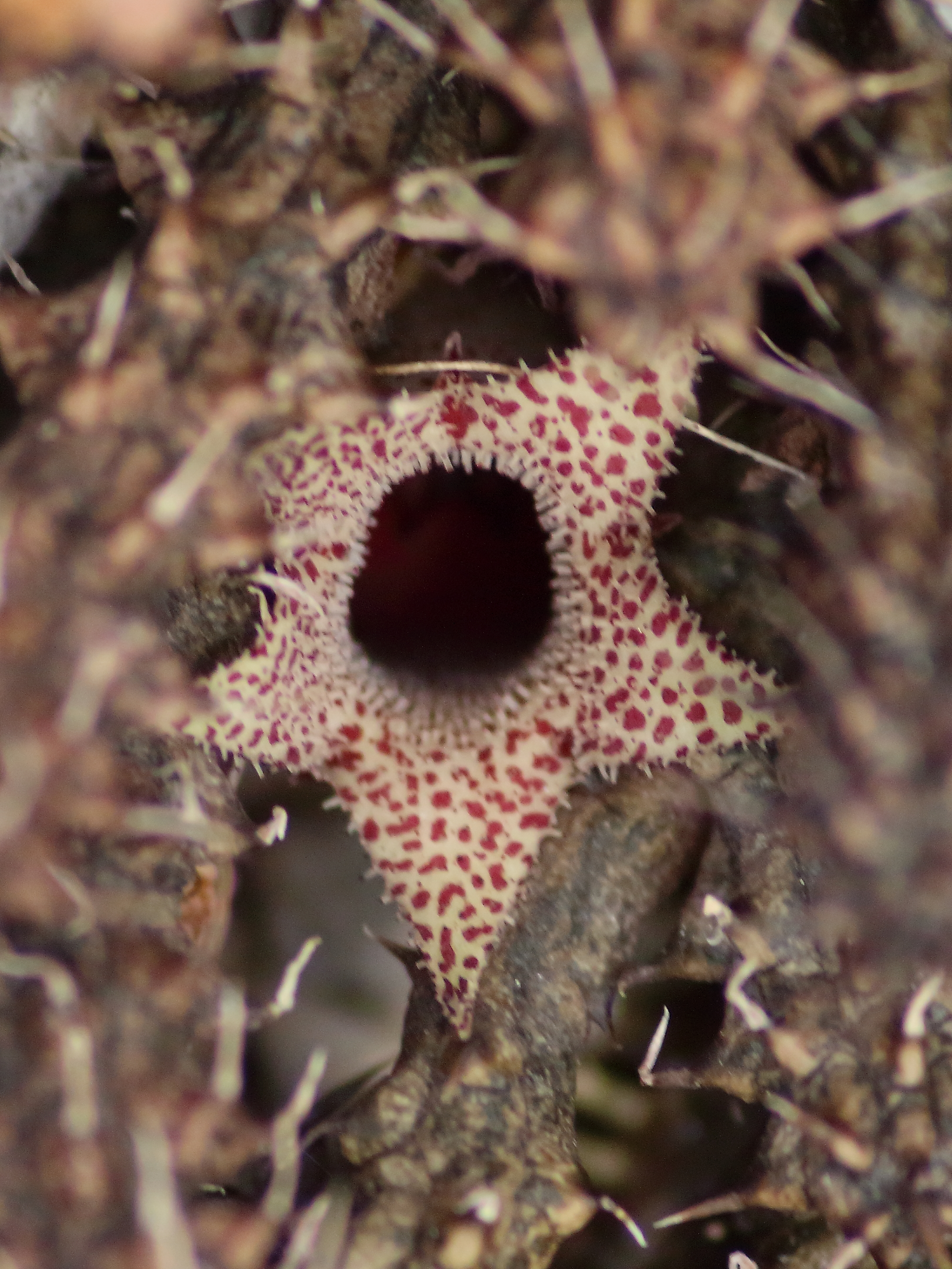
Fleur ouverte.

Le Stapelianthus decaryi forme des touffes gris-vert, denses avec des tiges de 25 à 100 mm et de 5 à 15 mm d'épaisseur. Les tubercules sont larges et un peu aplatis, se rétrécissant brusquement dans la feuille.
Dans les années 1950, les plants cultivés au Jardin botanique de Tsimbazaza ont présenté deux pieds avec une forme crêtée.
Les pédoncules ont une taille de 4-8,5 mm de long et 1,5-2 mm de large. Elles tiennent une fleur vers le haut avec des sépales de 3-7 mm de long, et de 1,5-2 mm de large à la base, de couleur vert crème.
La corolle fait 10-23 mm de diamètre, tubulaire campanulé, de couleur crème à l'extérieur avec de fines taches marron rondes. L'intérieur de la corolle est densément couverte dans la moitié supérieure du tube et sur les lobes avec papilles cylindriques jusqu'à 0,6 mm de longueur.
Ses fleurs exhalent un parfum semblable au cadavre d'un animal. La pollinisation est assurée par certains diptères.
La couronne de Stapelianthus decaryi est plus développée que celle du Stapelianthus madagascariensis.
Choux décrit aussi de nombreuses autres différences entre ces deux plantes, tout en admettant avec Decary qu'elles sont au premier abord si ressemblantes qu'il est difficile d les distinguer en dehors de la floraison.

## Distribution et habitat
Elle pousse principalement sur les sols acides formés de gneiss, parfois en combinaison avec d'autres plantes succulentes comme Rhipsalis cassytha.
De nombreux exemplaires sauvages sont présents au nord-ouest de Fort-Dauphin, dans la région d'Ambovombe et de Tuléar.

## Taxonomie
Le découvreur de cette plante, Raymond Decary, est à l'origine de nombreuses études botaniques à Madagascar dans les années 1930. S. decaryi est la troisième espèce qu'il découvre, dans les environs de Fort-Dauphin. En 1934, il en donne la première description connue, sous le nom de Stapelianthus decaryi Choux. 
Une analyse morphologique et moléculaire est réalisée en 2004. Elle permet d'attester la grande proximité entre les différentes espèces du genre Stapelianthus. Stapelianthus est une entité monophylétique, dont les caractères moléculaires suggèrent clairement une lignée évolutive distincte du reste des Stapeliae en Afrique. Le genre est défini par sa structure coronaire unique. Un lectotype a été sélectionné pour S. decaryi Choux à cette occasion.

## Menaces et protection
L'espèce a fait l'objet d'une évaluation en 1997, elle est considérée comme quasi-menacée sur la liste rouge de l'UICN. Elle est toutefois cultivée dans les serres tropicales n°3 correspondant au climat « zones tropicales sèches » du Conservatoire botanique national de Brest et elle est présente dans plus de vingt jardins dans le monde. Sa conservation a permis de voir la première floraison de cette plante en Europe en 1938.

## Galerie photo

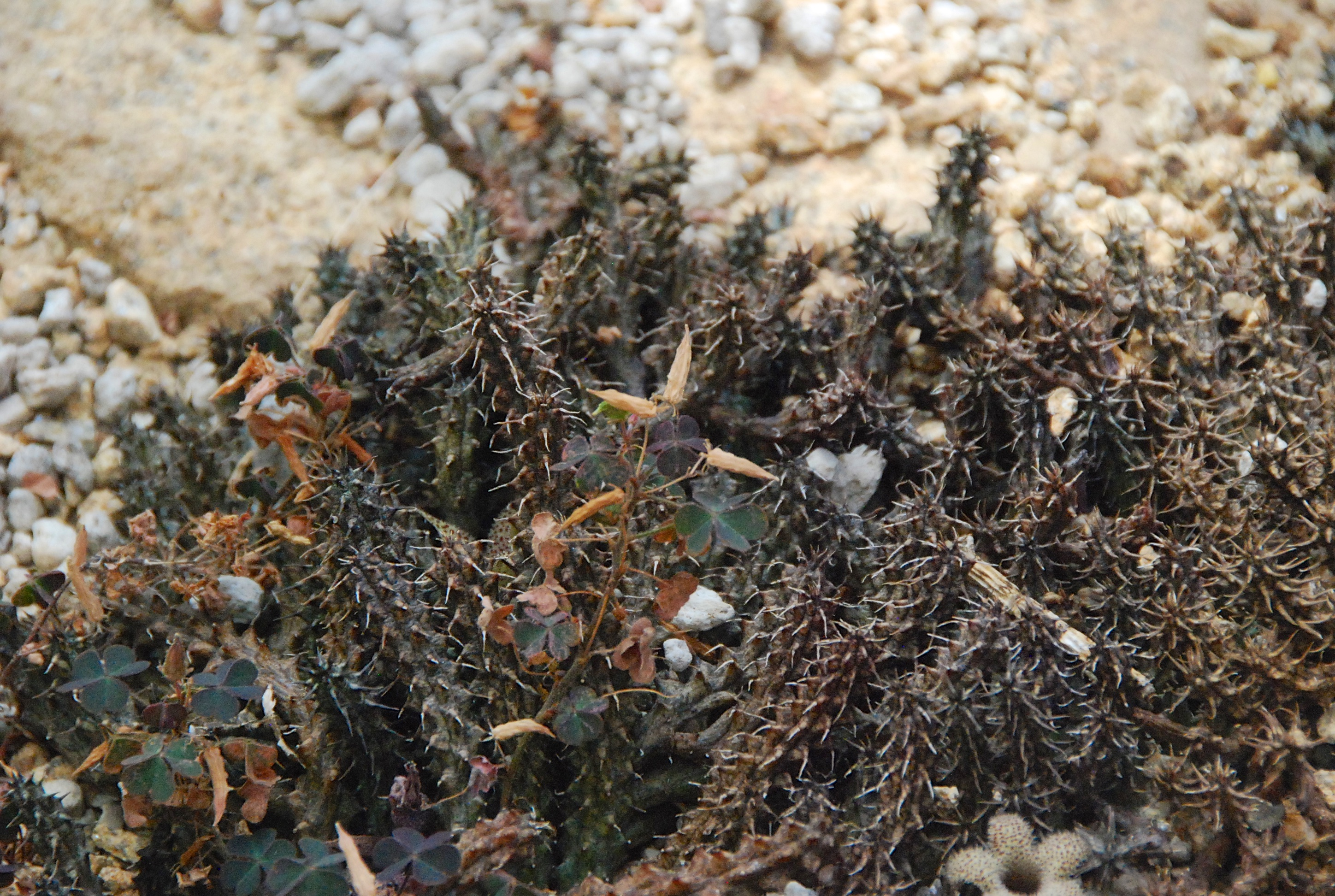
Une touffe de S. Decaryi.
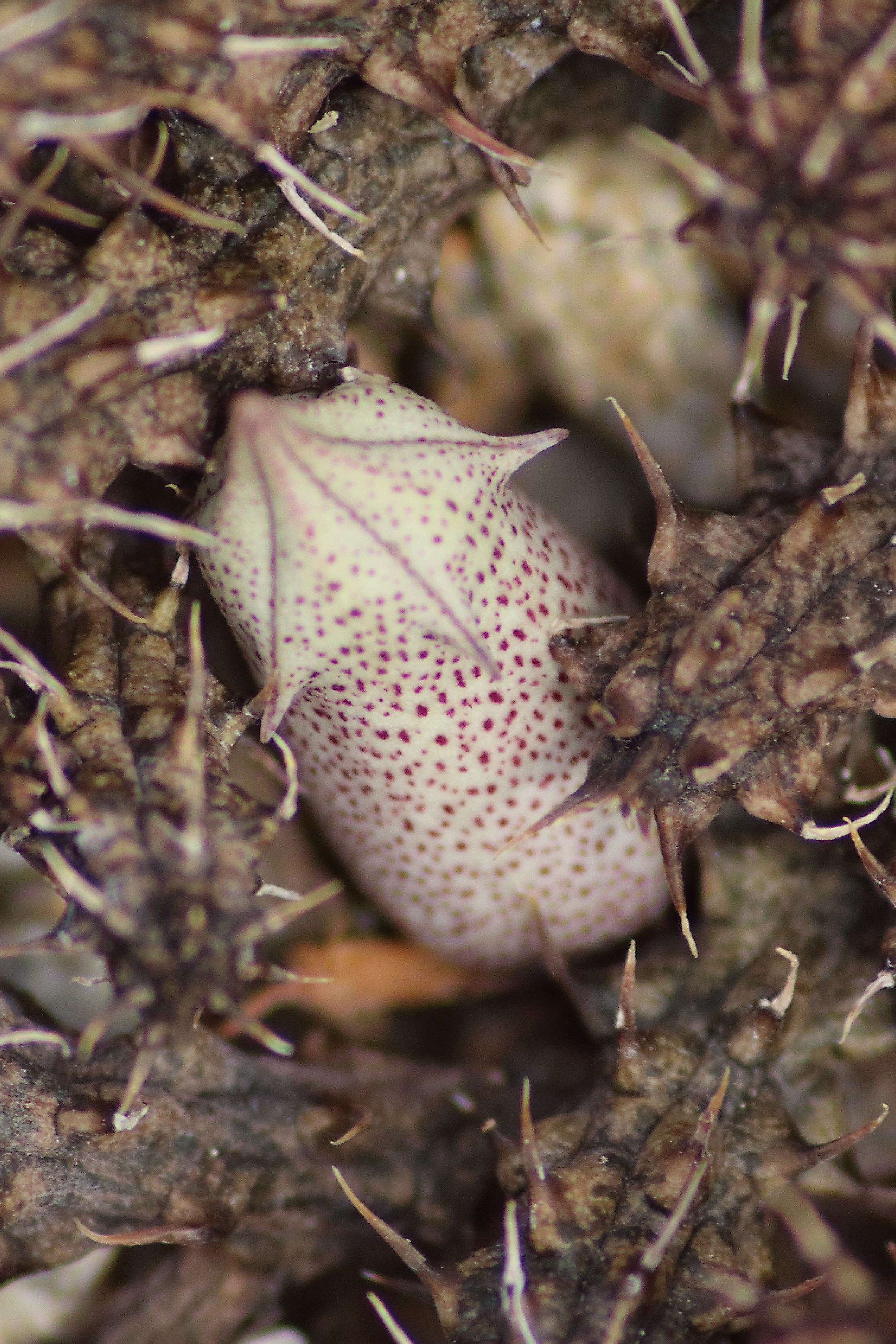
Détail d'une fleur encore fermée.
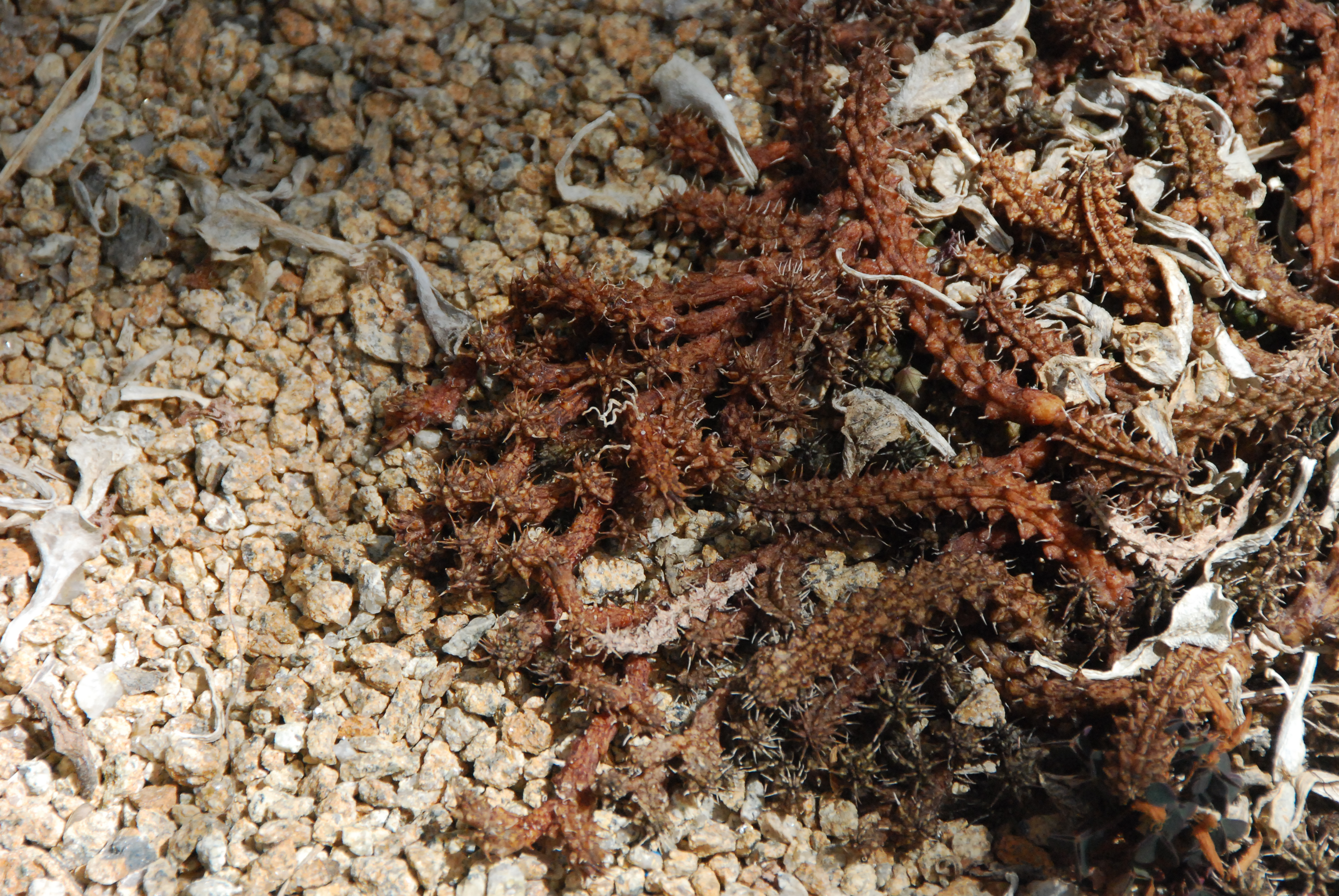
Plant de Staphelianthus sous serre.
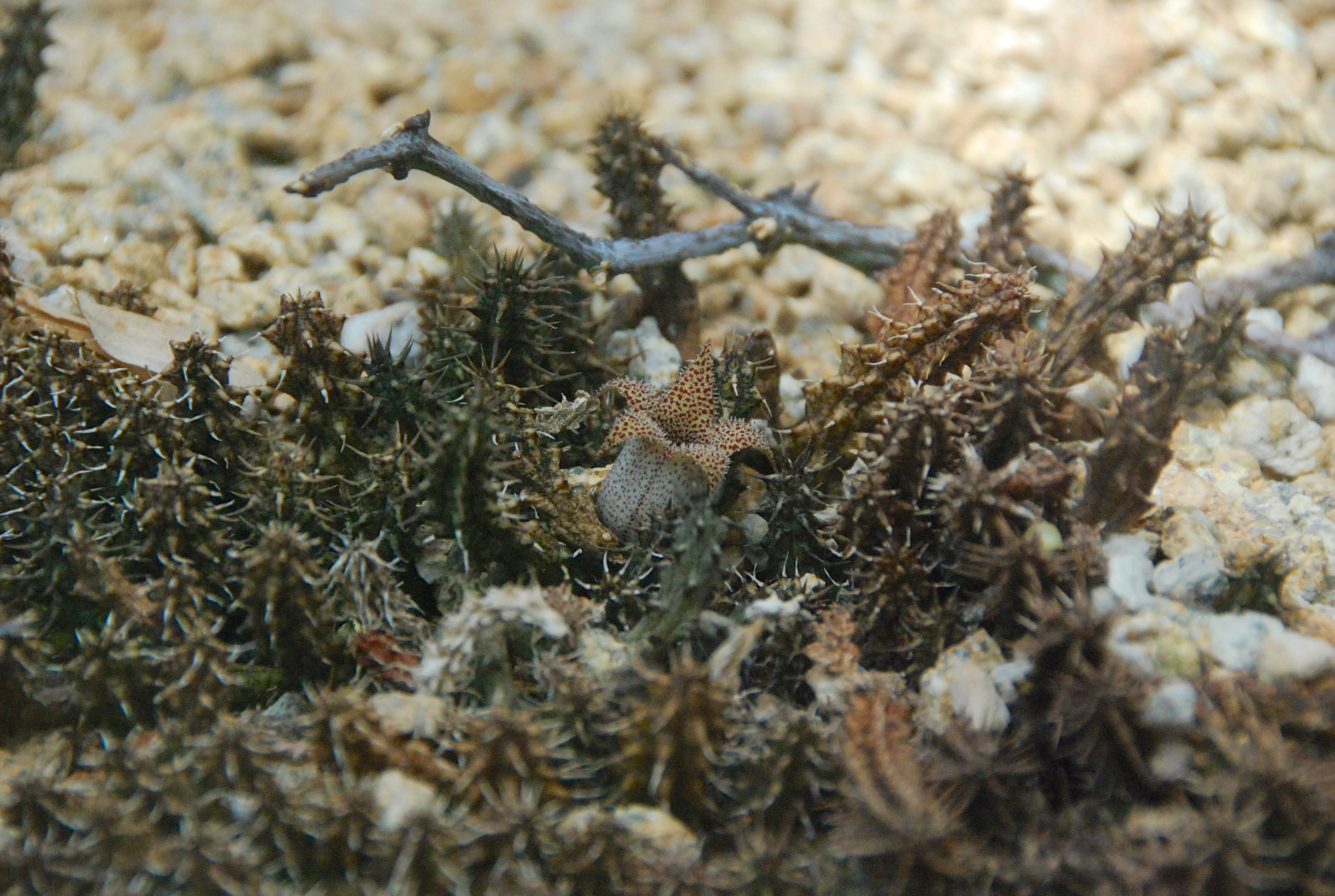
Plant avec fleur.
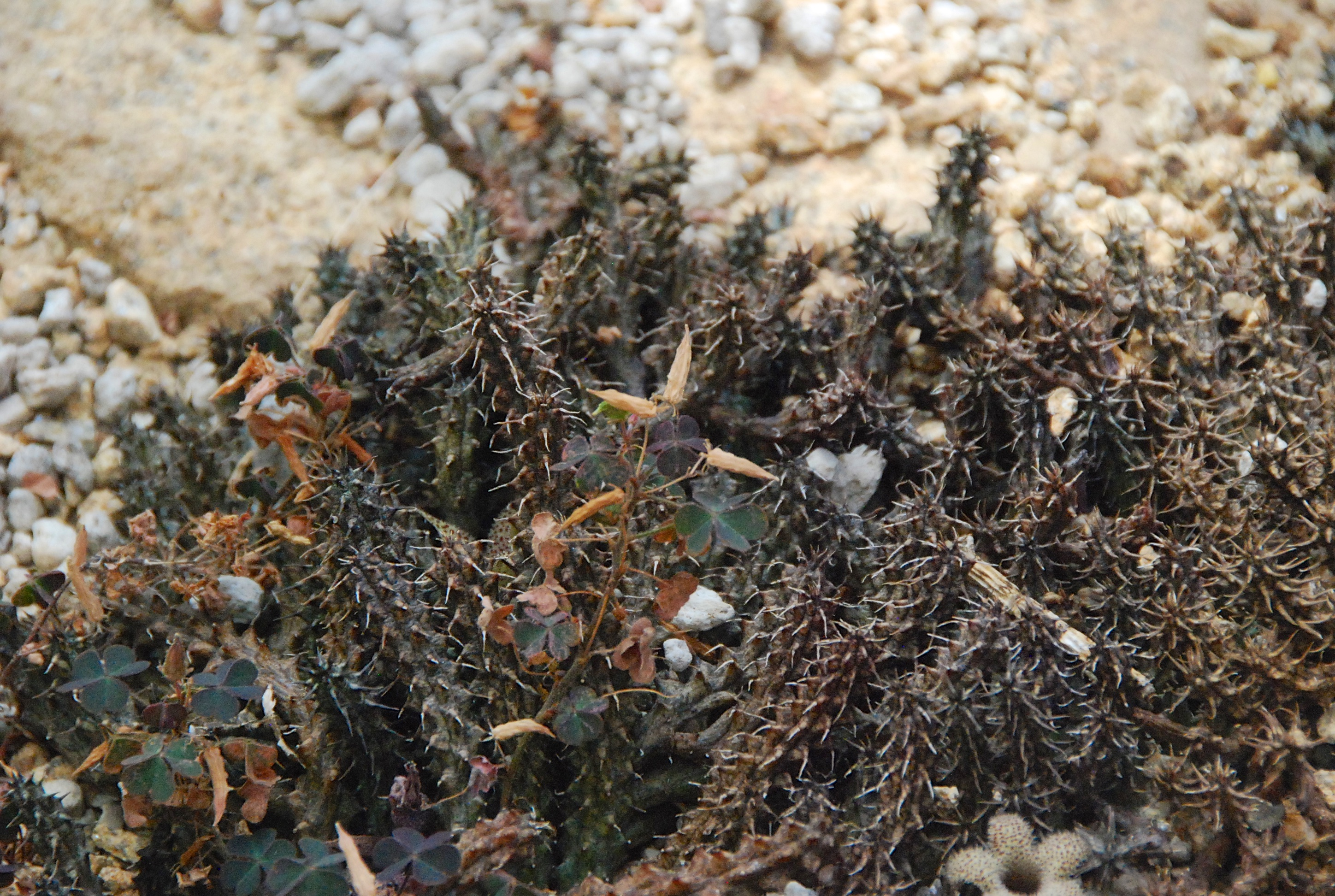
Détail des tiges.
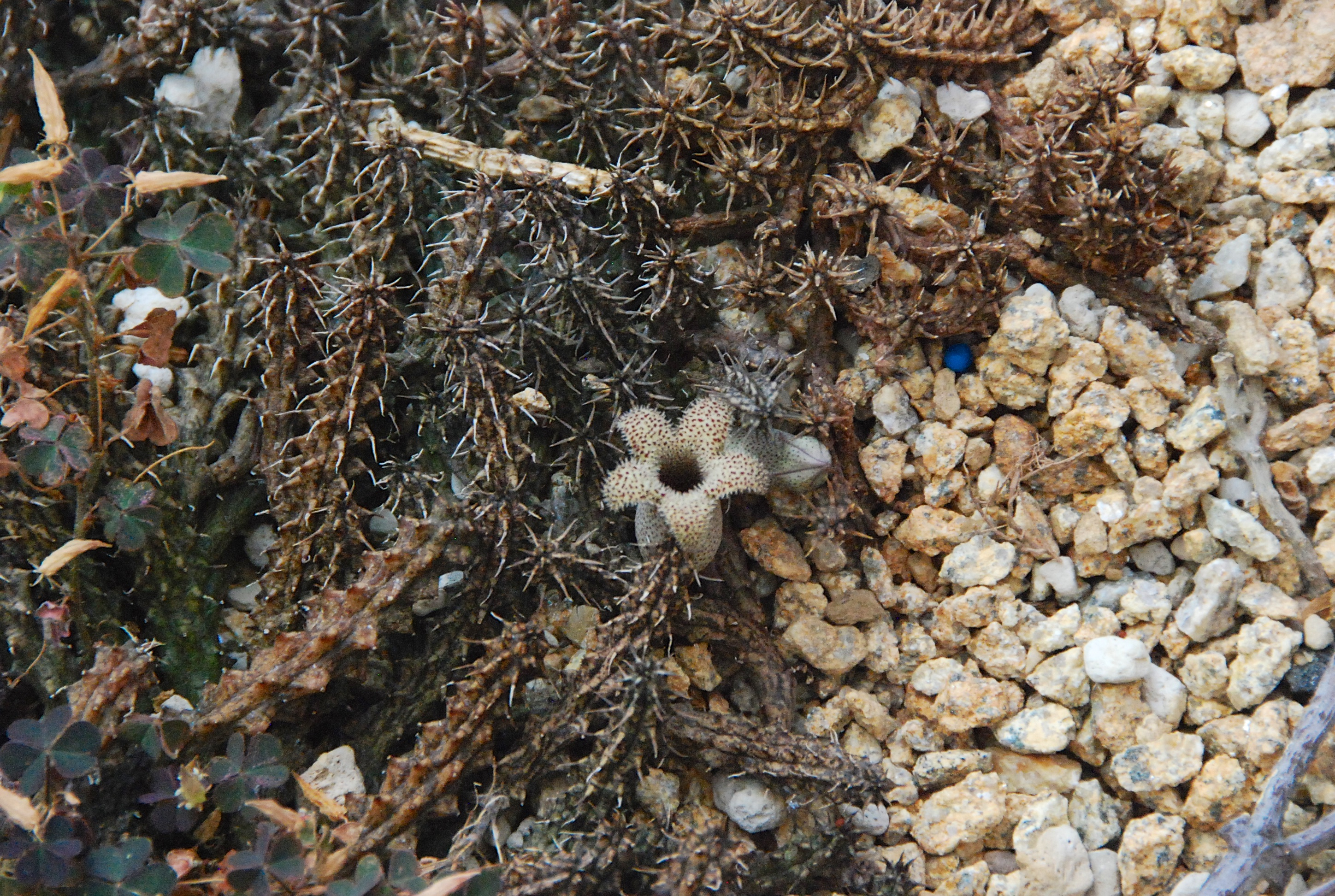
Fleur et tiges.